# 34 Camera
34 Caméra è un mensile di fumetti francese non più ora pubblicato. Secondo lo storico del fumetto Gérard Thomassian, è stata la prima rivista di "piccolo formato"(tascabile)  pubblicata in Francia.
Lo troviamo in edicola per la prima volta edita da Éditions Vaillant nell'aprile del 1949. Il primo numero si chiamava 34, perché conteneva trentaquattro pagine. Questo titolo poco fantasioso si è poi evoluto in 34 Caméra, poi semplicemente Caméra.
Il mensile fu pubblicato dal 1949 al 1955
Sono stati pubblicati centoundici numeri Vi contribuirono i più grandi fumettisti del dopoguerra: José Cabrero Arnal, Jean-Claude Forest, Gérald Forton, Jean Cézard, Pierre Dupuis, Cyrille De Neubourg e altri. I numeri comprendevano storie d'avventura, fantascienza, polizieschi e notizie sportive e cinematografiche.